# Marlies Heinz
Marlies Heinz (* 1956) ist eine deutsche Vorderasiatische Archäologin.
Heinz studierte von 1981 bis 1989 in Freiburg, London, Saarbrücken und Berlin Vorderasiatische Archäologie, Altorientalistik sowie Ur- und Frühgeschichte, wobei sie 1985 in Freiburg den Abschluss des Magister Artium erwarb und 1989 in Saarbrücken zum Dr. phil. promoviert wurde. 1994 wurde sie an der Freien Universität Berlin habilitiert, seit 1995 ist sie Professorin an der Universität Freiburg. Mittlerweile ist sie dort emeritiert.
Heinz’ Forschungsschwerpunkt liegt im Libanon, wo sie gemeinsam mit Karin Bartl in Beirut eine Grabung des Deutschen Archäologischen Instituts, Station Damaskus leitete; zudem leitet sie eine eigene Ausgrabung auf dem Tell Kāmid el-Lōz.
Seit 2011 ist Heinz Mitglied der Bürgerinitiative Pro Kulturhauptstadt Freiburg.

## Belege
1. ↑  https://web.archive.org/web/20111029064249/http://www.prokulturhauptstadt-freiburg.de/kategorie/mitglieder

| Personendaten    | Personendaten                         |
| ---------------- | ------------------------------------- |
| NAME             | Heinz, Marlies                        |
| KURZBESCHREIBUNG | deutsche Vorderasiatische Archäologin |
| GEBURTSDATUM     | 1956                                  |